# Ludwig-Boltzmann-Institut für Funktionelle Hirntopographie
Das Ludwig-Boltzmann-Institut für funktionelle Hirntopographie war ein wissenschaftliches Institut zur Erforschung der Funktion von Hirnarealen. Es wurde 1993 von Lüder Deecke in Wien gegründet. Mit dessen Emeritierung 2006 erfolgte die Schließung des Instituts.

## Wissenschaftlicher Beitrag
Das Institut setzte sich aus mehreren Arbeitsgruppen zusammen, die insbesondere zu folgenden Themengebieten forschten.

### Willkürmotorik
Nachdem die bewegungskorrelierten Potentiale im Elektroenzephalogramm (EEG) erforscht worden waren (Bereitschaftspotential BP oder readiness potential), verbesserte der Gastwissenschaftler Ross Cunnington die zeitliche Auflösung der fMRT (Funktionelle Magnetresonanztomographie) dahingehend, dass eine Bereitschaftspotential-Charakteristik im regionalen zerebralen Blutfluss (Event-related fMRI) registriert werden kann. In einer weiteren Arbeit konnte das spezifiziert und ein Terminus dafür geprägt werden: Bereitschafts-BOLD-Response. Das Bereitschaftspotential des EEGs ist damit als rCBF (regional cerebral blood flow)-Kurve auch im fMRT zu erkennen. Es ist zeitlich ein paar Sekunden verzögert, hat jedoch auch die zwei Komponenten, die frühe BP early und die späte, BP late des EEG-Bereitschaftspotentials. Diese Untersuchungen wurden von der Arbeitsgruppe Lang & Deecke durchgeführt.

### Musikverarbeitung im Gehirn
Zur Untersuchung der Hirnaktivität von Musikstudenten beim Komponieren wählte die Arbeitsgruppe um Beisteiner aus der Reihe der Methoden der Funktionellen Hirntopographie zwei Verfahren aus: Die corticalen DC-Potentiale des EEGs und das Magnetoenzephalogramm (MEG). Im Experiment mussten die Studenten Aufgaben zu verschiedenen Elementen der Kompositionslehre lösen, wobei die Zwölftontechnik Arnold Schönbergs als Grundlage diente. Erstens musste eine Melodie logisch kompositorisch weitergeführt werden, was richtig oder falsch gemacht werden konnte. Zweitens musste die Melodie spiegelbildlich komponiert werden (Umkehrung). Drittens musste sie von hinten nach vorne komponiert werden (Krebs) und viertens musste die Melodie spiegelbildlich sowie von hinten nach vorn komponiert werden (Umkehrung des Krebses). Durch die Versuche konnte gezeigt werden, dass sich das kompositorische Weiterspinnen, also die synthetische Verarbeitung der vorgegebenen Tonfolge vor allem in der rechten Hirnhemisphäre abspielte und zwar rechts parieto-temporal. Die analytische Verarbeitung führte dagegen zu vorwiegend linkshemisphäriger Betonung (links-temporal). Eine weitere Versuchsvariante war die Untersuchung tonaler versus atatonaler Tonfolgen: Die ersten drei Akkorde einer Kadenz wurden dem linken Ohr dargeboten. Hierdurch entstand ein harmonischer Kontext, in dessen Folge ein sogenannter target tone (Zielton) entweder harmonisch oder disharmonisch sein konnte. Die Kadenzen wurden rasch hintereinander und in zufälliger Folge sowie in verschiedenen Tonarten dargeboten, um die Aufgabe schwieriger zu gestalten. Die Ergebnisse zeigten eine spezifische P300m auf die nicht-harmonischen Zieltöne. Die P300m ist das MEG-Analogon der P300 im EEG. Eine P300 tritt auf, wenn in eine Tonfolge überraschend andere Stimuli, sog. Oddballs eingestreut sind, hier also nicht in die Kadenz hineinpassende Akkorde. Die Methodik ermöglichte es, das Harmonieverständnis von Musikstudenten zu testen und wurde in weiterer Folge zu einem Eignungstest für objektive Messung von Harmoniegefühl an Musikhochschulen, z. B. für das Kompositionsfach ausgebaut. Die Arbeitsgruppe Beisteiner beschäftigte sich außerdem mit der präoperativen neurophysiologischen Analyse von Patienten, die neurochirurgisch operiert werden sollen (mit Hilfe von fMRT, MEG und DC-EEG): z. B. exakte Lokalisation und Ausdehnung von eloquentem Hirngewebe, das operativ geschont werden muss. Die Arbeitsgruppe Beisteiner initiierte die fMRT-Forschung im Alpenraum mit zahlreichen auch multimodalen Pionierarbeiten.

### Funktionelle bildgebende Verfahren an Blinden mit Braille-Lesen
Bei 14 früh erblindeten Versuchspersonen konnte die Arbeitsgruppe Uhl zeigen, dass sich nur in occipitalen und basalen temporo-occipitalen Hirnarealen spezifische fMRI Korrelationen mit dem Braille-Lesen fanden, wobei der primäre visuelle Cortex eine entscheidende Rolle spielt. Das bedeutet, dass Subkomponenten des Braille-Lesens dort unterschiedlich korreliert waren. Untersuchte Subkomponenten waren a) Passive taktile Stimulation, b) Aktive taktile Mustererkennung und c) bildliches sich-Vorstellen von Braille. Obwohl das Braille-Lesen taktil ist (Lesen mit den Fingern), aktiviert es nicht den somatosensorischen Cortex, sondern den primären visuellen Cortex (Area striata) bzw. das Areal 17 nach Brodmanns Hirnkarte. Wie hier gezeigt wurde, bleibt der optische Cortex ein Cortex für die Orientierung des Menschen im Raum sowie für die kognitive Leistung ‘Lesen‘ schlechthin, auch für das taktile Braille-Lesen, wenn das Lesen mit den Augen ausgefallen ist.

### Riechen, Emotionen und Gedächtnis. Untersuchung von Stotterern
Bereits wenige 100 Millisekunden nach einem Reiz fängt das Gedächtnis an tätig zu werden. Die Arbeitsgruppe Walla zeigte, dass tiefe (d. h. semantische) Enkodierung eines Wortes mit mehr Hirnaktivität verbunden ist als flache (buchstabenmäßige) Verarbeitung, wobei Frauen und Männer unterschiedliche Strategien entwickeln. Riechen und Gedächtnis sind eng verbunden, was sowohl für Wörter als auch für Gesichter untersucht wurde. Bei Alzheimerpatienten, bei denen die Demenz gerade erst begann (MCI, milde cognitive Insuffizienz) erwies sich das MEG als prädiktiv, d. h. konnte vorhersagen, ob ein bestimmter MCI-Patient zu einem Alzheimer-Patienten werden würde. Dieses Design wurde in Folge auch für Therapieverlaufsstudien genutzt. Im Bereich des Themenkomplexes „Riechen, Emotion, Gedächtnis, Wörter, Gesichter“ zeigte sich ein Einfluss des Duftstoffes PEA (N-Palmitoyl-ethanol-amin) auf Enkodierung und Wiedererkennung von Gesichtern, wenn diese in ‚sympathisch‘ und ‚nicht sympathisc‘h eingeteilt werden mussten. Auch das Thema Stottern wurde bearbeitet: 8 Stotterer und 8 altersangepasste Normalpersonen wurden vor bestimmte Aufgaben gestellt und dabei im MEG untersucht. Während sich das Stottern in Aufgabe 1 (stummes Lesen) noch nicht bemerkbar machte, trat es in Aufgabe 2 (sofortiges lautes Aussprechen eines gezeigten Wortes) stark auf: Nur die Normalpersonen zeigten klare neuronale Aktivität vor dem Sprechbeginn. Diese vorbereitende Hirnaktivität vor dem Sprechen ist das Bereitschaftsmagnetfeld (BF) und zwar die linkslateralisierte Komponente BF2 vor der flüssigen Sprachproduktion. Bei den Stotterern mit ihrer nicht-flüssigen Sprachproduktion fehlte dieses Bereitschaftsfeld oder war stark vermindert.

### Erweiterte praechirurgische Epilepsiediagnostik
Dieser Forschungsschwerpunkt der Arbeitsgruppe Baumgartner des LBI-Instituts für Funktionelle Hirntopographie erbrachte Erkenntnisse für die Temporallappen-Epilepsie. Durch Untersuchung von 30 Patienten mit Schläfenlappenepilepsie in der Magnetoenzephalographie (MEG) wurde entdeckt, dass nicht nur die Lokalisation des epileptischen Dipols im temporalen Gehirn wichtig ist, sondern auch seine Orientierung im Raum von Bedeutung ist. Dies führte zur Klassifizierung in zwei Subtypen von Patienten mit medialer Temporallappenepilepsie, die unterschiedliches Ausbreitungsverhalten der Anfälle (unilateral oder bilateral) sowie unterschiedliche Prognosen aufwiesen. Auch die Rolando-Epilepsie wurde erstmals mit dem MEG untersucht.

## Methoden
Zur Lokalisierung von motorischen, sensorischen, sprachrelevanten und gedächtnisrelevanten Hirnarealen wurden folgende bildgebende Verfahren eingesetzt und weiterentwickelt:
- Elektroenzephalographie (EEG)
  - High Resolution EEG
  - Current source density, CSD (Quellen-Dichte-EEG)
  - DC-EEG, Direct-Current, Gleichspannungs-EEG
- Magnetoenzephalographie (MEG)
- Singuläre Photon-Emissions-Computer-Tomographie (SPECT)
- Funktionelle Magnetresonanztomographie

## Publikationen
- R. Beisteiner, C. Windischberger, R. Lanzenberger, V. Edward, R. Cunnington, M. Erdler, A. Gartus, B. Streibl, E. Moser, L. Deecke: Finger somatotopy in human motor cortex. In: NeuroImage. 13, 2001, S. 1016–1026.
- L. Deecke: Planning, preparation, execution, and imagery of volitional action, (Introduction/Editorial). In: L. Deecke, W. Lang, A. Berthoz (Hrsg.): Mental representations of motor acts. (= Cogn Brain Res. 3) (Special Issue 2), 1996, S. 59–64.
- M. Erdler, R. Beisteiner, D. Mayer, T. Kaindl, V. Edward, C. Windischberger, G. Lindinger, L. Deecke: Supplementary motor area activation preceding voluntary movement is detectable with a whole scalp magnetoencephalography system. In: NeuroImage. 11, 2000, S. 697–707.
- T. Foki, A. Geissler, A. Gartus, G. Pahs, L. Deecke, R. Beisteiner: Cortical lateralization of bilateral symmetric chin movements and clinical relevance in tumor patients – a high field BOLD-FMRI study. In: NeuroImage. 37(1), 2007, S. 26–39.
- P. Franzen, F. Uhl, W. Lang, G. Lindinger, L. Deecke: EEG evidence for visual cortex involvement in braille reading. In: C. H. M. Brunia, A. W. K. Gaillard, A. Kok (Hrsg.): Psychophysiological Brain Research. Vol I, Tilburg University Press, 1990, S. 269–272.
- A. Fuchs, J. M. Mayville, D. Cheyne, H. Weinberg, L. Deecke, J. A. S. Kelso: Spatiotemporal analysis of neuromagnetic events underlying the emergence of coordinative instabilities. In: NeuroImage. 12, 2000, S. 71–84.
- A. Gartus, M. Erdler, D. Mayer, V. Edward, R. Lanzenberger, C. Windischberger, L. Deecke, R. Beisteiner: Stability of MEG Dipole Solutions depending on Time Point and Filtering. In: K. Friston, R. S. J. Frackowiak, E. Bullmore (Hrsg.): Proc 7th Ann Meeting Organization Human Brain Mapping HBM2001. Brighton UK NeuroImage, 13(6), 2001, S. S120.
- E. Püregger, P. Walla, L. Deecke, P. Dal-Bianco: Magnetoencephalographic-features related to mild cognitive impairment. In: NeuroImage. 20(4), 2003, S. 2235–2244.
- B. Staresina, H. Bauer, L. Deecke, P. Walla: Neurocognitive correlates of incidental verbal memory encoding: a magnetoencephalographic (MEG) study. In: NeuroImage. 25(2), 2005, S. 430–443.
- B. Staresina, H. Bauer, L. Deecke, P. Walla: Magnetoencephalographic correlates of different levels in subjective recognition memory. In: NeuroImage. 27(1), 2005, S. 83–94.
- F. Uhl, P. Franzen, G. Lindinger, W. Lang, L. Deecke: On the functionality of the visually deprived occipital cortex in early blind persons. In: Neurotic Lett. 124, 1991, S. 256–259.
- P. Walla, B. Hufnagl, G. Lindinger, H. Imhof, L. Deecke, W. Lang: Left temporal and temporoparietal brain activity depends on depth of word encoding: A magnetoencephalographic study in healthy young subjects. In: NeuroImage. 13, 2001, S. 402–409.
- P. Walla, B. Hufnagl, J. Lehrner, D. Mayer, G. Lindinger, H. Imhof, L. Deecke, W. Lang: Olfaction and depth of word processing: a magnetoencephalographic study. In: NeuroImage. 18, 2003, S. 104–116.